# Garchitorena
Garchitorena is een gemeente in de Filipijnse provincie Camarines Sur op het eiland Luzon en enkele eilanden voor de kust, waarvan Quinalasag het grootste is. Bij de laatste census in 2007 had de gemeente bijna 25 duizend inwoners.

## Geografie

### Bestuurlijke indeling
Garchitorena is onderverdeeld in de volgende 23 barangays:
| - Ason - Bahi - Barangay I - Barangay II - Barangay III - Barangay IV - Binagasbasan - Burabod - Cagamutan - Cagnipa - Canlong - Dangla | - Del Pilar - Denrica - Harrison - Mansangat - Pambuhan - Sagrada - Salvacion - San Vicente - Sumaoy - Tamiawon - Toytoy |

## Demografie
Garchitorena had bij de census van 2007 een inwoneraantal van 24.825 mensen. Dit zijn 1.804 mensen (7,8%) meer dan bij de vorige census van 2000. De gemiddelde jaarlijkse groei komt daarmee uit op 1,05%, hetgeen lager is dan het landelijk jaarlijks gemiddelde over deze periode (2,04%). Vergeleken met de census van 1995 is het aantal mensen met 5.344 (27,4%) toegenomen.

De bevolkingsdichtheid van Garchitorena was ten tijde van de laatste census, met 24.825 inwoners op 243,8 km², 101,8 mensen per km².